# Pristimantis avius
Espèce
Synonymes
- Eleutherodactylus avius Myers & Donnelly, 1997

Statut de conservation UICN

 DD  : Données insuffisantes
Pristimantis avius est une espèce d'amphibiens de la famille des Craugastoridae.

## Répartition
Cette espèce est endémique de l'État d'Amazonas au Venezuela. Elle se rencontre entre 1 160 et 1 460 m d'altitude sur le Pico Tamacuari dans la Sierra Tapirapecó. 
Sa présence est incertaine dans l'État d'Amazonas au Brésil.

## Description
Les mâles mesurent de 19,5 à 23,6 mm et les femelles de 30,6 à 33,0 mm.

## Publication originale
- Myers & Donnelly, 1997 : A tepui herpetofauna on a granitic mountain (Tamacuari) in the borderland between Venezuela and Brazil: report from the Phipps Tapirapeco Expedition. American Museum Novitates, no 3213, p. 1-71 (texte intégral).